# 李衛國 (東方雨虹)
李衛國（1965年—），出生於湖南常德桃源县。1998年起任北京東方雨虹防水技術股份有限公司創辦人、董事長，2001年起任北京高能時代環境科技股份有限公司董事長。

## 生平
在1985年畢業於湖南農業大學畜牧专业，他在大學期間，他自行創立养殖业，也曾在省政府工作，之後到北京發展，開展了建築防水生涯，和弟弟友人創立北京東方雨虹防水技術股份有限公司至今，直至2008年安排在深圳上市。

## 相關連結
- 李卫国：理想的奔跑者 湖南人企業網
- 董事长李卫国：梦想公司走出去 中国经济时报 （页面存档备份，存于）

1. ↑  . vip.stock.finance.sina.com.cn.   [2023-02-24]. （原始内容存档于2023-02-24）.